# Elisabeth Neckelmann
Elisabeth Neckelmann (født 6. november 1884 på Frederiksberg, døde 21. november 1956 i København) var en dansk maler.
Hun var datter af ingeniør Ludvig Conrad Neckelmann (1852-1922) og Elisa Nikoline Schoubye 1862-1948. Efter forældrenes skilsmisse blev moderen gift med maleren Peter Hansen (1868-1928) i 1898, og Elisabeth Neckelmann fik efter nogle år sin opvækst i Faaborg sammen med sin storesøster og sine to mindre halvsøstre. Hun giftede sig ikke, men levede sammen med sin bofælle, pianisten Ingrid Holm (1893-1966), i årene 1949-1956.

## Uddannelse
Elisabeth Neckelmann lærte som 16-årig akvarelmaleriets kunst hos stedfaderen Peter Hansen, og senere gik hun til tegneundervisning på Teknisk Skole i Faaborg hos maleren Fritz Syberg, ellers var hun autodidakt.

## Kunstneriske virke
Opvæksten i Faaborg og kontakten til fynbomalerne, som gæstede hjemmet, har givetvis inspireret Elisabeth Neckelmann i hendes arbejde med motiver som opstillinger med blomster og vaser, figurbilleder og portrætter samt landskaber. Dr. phil. Esther Nyholm beskriver hendes malerier: Alle er de præget af en stille poesi, en sans for mennesket og landskabet, en varsom gengivelse af omgivelserne. Særlig kendt blev Elisabeth Neckelmann for sine landskabsmalerier fra Odsherred, hvor hun tilbragte somrene i et selvbygget strandhus ved Højby Lyng. Landskabsmalerierne viser de store åbne vidder i Odsherred, med et særligt lys i skildringen af skyer og kornmarker. I 1936 skænkede Elisabeth Neckelmann 10 af sine oliemalerier til den nyindviede Kvindernes Bygning i Niels Hemmingsens Gade 10, København, tegnet af arkitekten Ragna Grubb.
Portrætmaleriet fra 1943 af dronning Alexandrine adskiller sig fra mange andre maleres fremstilling af medlemmer af kongehuset ved, at Elisabeth Neckelmanns skildring af dronningen viser et afslappet menneske, der som en god ven af portrætmaleren hviler i sit hverdagstøj. De to kendte hinanden godt, idet Elisabeth Neckelmann ved flere lejligheder havde vist dronning Alexandrine rundt på Charlottenborg-udstillingerne, hvor hun var medlem af udstillingskomitéen 1931-40. Portrættet er ophængt i Kvinderegensen i København.
Blomsterskildringerne i såvel oliemaleri som akvarel viser fyldige buketter af hyacinter og tulipaner, hvor fynboernes farveholdning og behandling af lyset kan genfindes.

## Udstillinger
- Kunstnernes Efterårsudstilling 1912-1914.
- Chr. Larsens Kunsthandel, separat, 1915.
- Charlottenborgs Forårsudstilling.
- Kvindelige Kunstneres Retrospektive Udstilling i 1920.
- Nordiska Kunstnärinnor, Liljevalchs Konsthall, Stockholm 1948.

- Bachs Kunsthandel, separat, 1934 og 1948.

## Offentlig repræsentation
- Ordrupgaard, Portræt af maleren Peter Hansen, 1889. (fra 1914 i privateje)[6]
- Kvinderegensen, København, portræt af dronning Alexandrine, 1943.
- Kvindernes Bygning, København, en samling malerier, 1937.

## Organisatorisk liv
Elisabeth Neckelmann blev i 1924 valgt som formand for Kvindelige Kunstneres Samfund, en post hun besad til 1954. I de år byggede foreningens bestyrelse videre på et konstruktivt forhold til andre kunstnerorganisationer; men samtidig besad Elisabeth Neckelmann et stort politisk talent og var dermed i stand til at navigere målrettet og ofte kompromisløst i kampen for at skaffe kvindelige kunstnere reel indflydelse i råd og nævn, bedre udstillingsmuligheder og bedre muligheder for at få del i legater.
Elisabeth Neckelmann var medlem af Akademirådet i årene 1931-1937. Desuden var hun medlem af bestyrelsen for Dansk Kunst og Husflid og af bestyrelsen for Charlottenborg Udstillingerne 1954.

## Stipendier og udmærkelser
- J. R. Lund 1938.
- Benny Claudi-Pedersens Legat 1939.
- Tagea Brandts Rejselegat 1941.

## Ekstern henvisning
www.kks-kunst.dk/arkivet

## Reference
1. ↑  Lisbet A. Lund i "Dansk Kvindebiografisk Leksikon". Kvinfo
2. ↑  Lisbet A. Lund: "Dansk Kvindebiografisk Leksikon". Kvinfo
3. ↑  Esther Nyholm Elisabeth Neckelmann, i Tagea Brandts Kunstnere Brandts Klædefabrik 17. marts-12. april 1987. Udgivet af Kunsthallen, Brandts Klædefabrik 1987. ISBN 87-88935-17-5
4. ↑  Grethe Holmen: "Historien om Kvindernes Bygning 1896-1936-1986", redaktion Tove Koed, Edith Kjærsgaard, 1986. ISBN 87-982394-1-4
5. ↑  Lise Funder: "Kvindelige Kunstneres Samfund", s.12, i "Kvindelige Kunstneres Samfund 1916-1991". Red. Inger Lut Debois, Lise Funder og Gudrun Poulsen. Udgivet v. NIKOLAJ Udstillingsbygning. ISBN 87 88860 26 4
6. ↑  Lisbet A. Lund i "Dansk Kvindebiografisk Leksikon", Kvinfo.
7. ↑  Lise Funder. "Kvindelige Kunstneres Samfund", s. 12, i "Kvindelige Kunstneres Samfund 1916-1991". Red. Inger Lut Debois, Lise Funder og Gudrun Poulsen. Udgivet af NIKOLAJ Udstillingsbygning 1991. ISBN 87 88860 26 4